# Doryane Kermel-Torrès
 Doryane Kermel-Torrès (6 août 1953 à Tananarive - 14 juillet 2005 à Bordeaux) est une géographe française spécialisée sur les interactions entre diverses formes de l’intervention publique de développement. 

## Biographie
Ses premières recherches ont été effectuées dans le cadre de contrats auprès de différentes institutions de coopération (DGRST du MAE, Institut français d’Haïti, Institut Interaméricain de Coopération pour l’Agriculture). Après avoir soutenu son doctorat sur « l’économie des huiles essentielles en Haïti », elle entre à l'ORSTOM en 1984 où elle exerce la plus grande partie de sa carrière professionnelle de chercheuse, avec une brève période de détachement au CNRS. 
Ses travaux portent sur les interactions entre diverses formes de l’intervention publique de développement — commercialisation des produits agricoles, sécurité alimentaire, décentralisation et industrialisation — et les dynamiques économiques, sociales et spatiales du monde rural dans les pays du Sud. La dimension comparative de ses recherches s’est déployée sur trois terrains de prédilection, où elle a fait de nombreuses missions : Haïti, un des pays les plus pauvres du monde, l'Inde, grande puissance du Sud et la Thaïlande, pays émergent, où elle a été notamment affectée à Bangkok de 1994 à 1997. Elle décline ainsi le jeu des spécificités nationales dans la mise en œuvre des politiques de développement.
Doryane Kermel-Torrès a participé à la création et à l’animation scientifique, à Bordeaux, de l'Unité Mixte de Recherches REGARDS ORSTOM-CNRS - qu'elle a codirigé de 1998 à 2001 - et à celle de l'Unité de Recherche 102 de l'IRD « Intervention publique, espaces sociétés ».

## Ouvrages
- Atlas d’Haïti, (avec Girault C. et al.),

Bordeaux : 1985, CEGET-CNRS, Université de Bordeaux III, Ministère des Relations Extérieures, 146 p., 32 cartes.
- Terres, comptoirs et silos. Des systèmes de production aux politiques alimentaires, (avec Roca P.-J.),

Paris : 1987, ORSTOM, 283 p. (Col. Colloques et Séminaires).
- Dynamiques spatiales de l'industrialisation. Chine, Inde, Thaïlande, (avec Kennedy L. et Schar P.),

Paris : 2001, UNESCO MOST- REGARDS, 142 p.
- Atlas of Thaïland. Spatial Structures and Development,

Bangkok : 2004, Silkworm Books-IRD Editions, 209 p., 71 planches.
(Édition française: Paris : 2006, Libergéo CNRS-DF-IRD)